# Grauves
Grauves és un municipi francès, situat al departament del Marne i a la regió del Gran Est. L'any 2007 tenia 666 habitants.

## Demografia

### Població
El 2007 la població de fet de Grauves era de 666 persones. Hi havia 261 famílies, de les quals 56 eren unipersonals (16 homes vivint sols i 40 dones vivint soles), 88 parelles sense fills, 109 parelles amb fills i 8 famílies monoparentals amb fills.
La població ha evolucionat segons el següent gràfic:
Habitants censats

### Habitatges
El 2007 hi havia 283 habitatges, 263 eren l'habitatge principal de la família, 7 eren segones residències i 12 estaven desocupats. 276 eren cases i 7 eren apartaments. Dels 263 habitatges principals, 223 estaven ocupats pels seus propietaris, 26 estaven llogats i ocupats pels llogaters i 14 estaven cedits a títol gratuït; 1 tenia una cambra, 1 en tenia dues, 21 en tenien tres, 57 en tenien quatre i 183 en tenien cinc o més. 224 habitatges disposaven pel capbaix d'una plaça de pàrquing. A 101 habitatges hi havia un automòbil i a 144 n'hi havia dos o més.

### Piràmide de població
La piràmide de població per edats i sexe el 2009 era:
| Homes | Edats   | Dones |
| ----- | ------- | ----- |
| 0     | 95 o +  | 0     |
| 0     | 90 a 94 | 0     |
| 4     | 85 a 89 | 0     |
| 0     | 80 a 84 | 4     |
| 16    | 75 a 79 | 8     |
| 8     | 70 a 74 | 16    |
| 16    | 65 a 69 | 24    |
| 4     | 60 a 64 | 28    |
| 20    | 55 a 59 | 12    |
| 28    | 50 a 54 | 24    |
| 16    | 45 a 49 | 8     |
| 48    | 40 a 44 | 44    |
| 20    | 35 a 39 | 36    |
| 20    | 30 a 34 | 20    |
| 8     | 25 a 29 | 16    |
| 32    | 20 a 24 | 8     |
| 12    | 15 a 19 | 28    |
| 28    | 10 a 14 | 28    |
| 16    | 5 a 9   | 20    |
| 12    | 0 a 4   | 16    |

## Economia
El 2007 la població en edat de treballar era de 450 persones, 372 eren actives i 78 eren inactives. De les 372 persones actives 357 estaven ocupades (195 homes i 162 dones) i 15 estaven aturades (8 homes i 7 dones). De les 78 persones inactives 24 estaven jubilades, 34 estaven estudiant i 20 estaven classificades com a «altres inactius».

### Ingressos
El 2009 a Grauves hi havia 270 unitats fiscals que integraven 698 persones, la mediana anual d'ingressos fiscals per persona era de 23.745 €.

### Activitats econòmiques
Dels 20 establiments que hi havia el 2007, 1 era d'una empresa extractiva, 4 d'empreses alimentàries, 5 d'empreses de construcció, 3 d'empreses de comerç i reparació d'automòbils, 1 d'una empresa d'hostatgeria i restauració, 1 d'una empresa financera, 3 d'empreses immobiliàries, 1 d'una empresa de serveis i 1 d'una empresa classificada com a «altres activitats de serveis».
Dels 6 establiments de servei als particulars que hi havia el 2009, 1 era un paleta, 1 guixaire pintor, 1 fusteria, 1 lampisteria, 1 electricista i 1 restaurant.
L'any 2000 a Grauves hi havia 133 explotacions agrícoles que ocupaven un total de 213 hectàrees.

## Equipaments sanitaris i escolars
El 2009 hi havia 1 escola maternal i 1 escola elemental.

## Poblacions més properes
El següent diagrama mostra les poblacions més properes.